# Cicurina kekei
Espèce
Cicurina kekei est une espèce d'araignées aranéomorphes de la famille des Cicurinidae.

## Distribution
Cette espèce est endémique du Hunan en Chine,. Elle se rencontre dans le district de Wangcheng.

## Description
Le mâle holotype mesure 3,29 mm, le mâle paratype 3,87 mm et la femelle paratype 3,87 mm.

## Systématique et taxinomie
Cette espèce a été décrite par Wang, Zhou et Peng en 2019.

## Étymologie
Cette espèce est nommée en l'honneur de Ke-ke Liu.

## Publication originale
- Wang, Zhou & Peng, 2019 : « Four new species of the spider genus Cicurina Menge, 1871 from China (Araneae: Dictynidae). » Zootaxa, no 4615(2), p. 351-364.